# Aktivní zóna

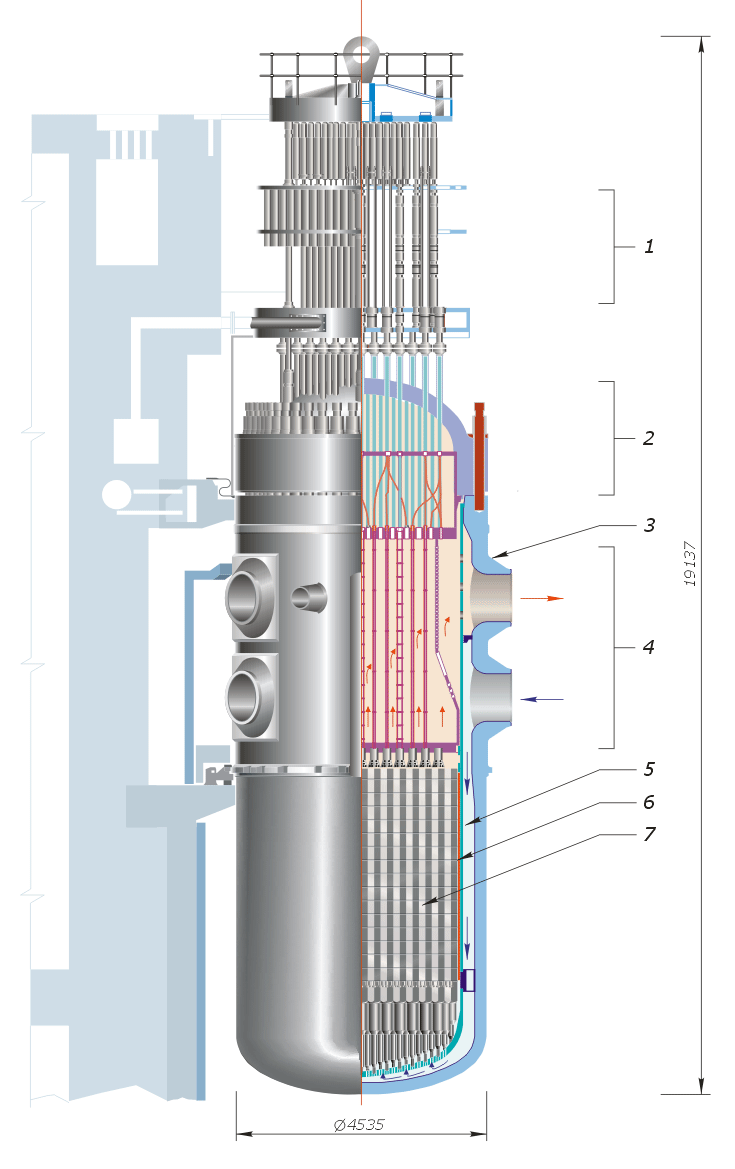
Schéma reaktoru VVER-1000. Pozice: 1) Pohony řídících tyčí 2) Vrchní část reaktoru 3,4) Vstupní a výstupní nátrubky 5) Šachta reaktoru 6,7) Oblast aktivní zóny

Aktivní zóna jaderného reaktoru je část reaktoru, ve které probíhá řízená štěpná řetězová reakce . Heterogenně rozmístěné jaderné palivo zde interaguje s neutrony, čímž se část jeho jaderné energie mění na energii tepelnou. Takto vzniklé teplo je třeba z aktivní zóny odvádět prostřednictvím protékajícího chladiva. K tomu, aby neutrony byly schopny štěpit jádra paliva, je třeba je nejdříve zpomalit. K tomu dochází pomocí srážek neutronů s moderátorem. U nejčastěji využívaných energetických reaktorů (tlakovodních a varných) je odvod tepla i moderace neutronů zprostředkována stejným médiem (H2O). Pro bezpečné řízení reaktoru je nutná přítomnost absorpčních materiálů tj. materiálů, jejichž jádra mají vysokou pravděpodobnost absorpce (pohlcení) neutronů. Speciální požadavky jsou kladeny také na povlakové a konstrukční materiály.

## Jaderná paliva
Nejčastěji využívané jaderné palivo má formu válcových peletek vyrobených z oxidu uraničitého (UO2). Přírodní uran přitom zahrnuje 2 izotopy: 0,7% U235 a 99,3% U238. Protože štěpitelným izotopem je zde pouze U235, pro některé typy reaktorů je nutné jeho podíl zvýšit, tj. vzniká tzv. obohacený uran. Dalšími použitelnými štěpnými materiály jsou uměle vytvářené izotopy uran U233 a plutonium U239. Využívají se i paliva ze směsi uranu a plutonia, tzv. MOX paliva.

## Povlakové materiály
Palivo, nejčastěji ve formě palivových tyčí, je hermeticky zapouzdřeno v tenkostěnných povlakových trubkách, mezera mezi trubkou a palivem je vyplněna héliem. Povlak tak zabraňuje úniku štěpných produktů do primárního okruhu. Musí být radiačně, mechanicky a chemicky stabilní, mít dostatečně vysokou tepelnou vodivost a co nejmenší schopnost absorpce neutronů. Nejčastěji jsou vyrobeny ze slitin zirkonia, hořčíku případně z nerezových ocelí.

## Moderátory

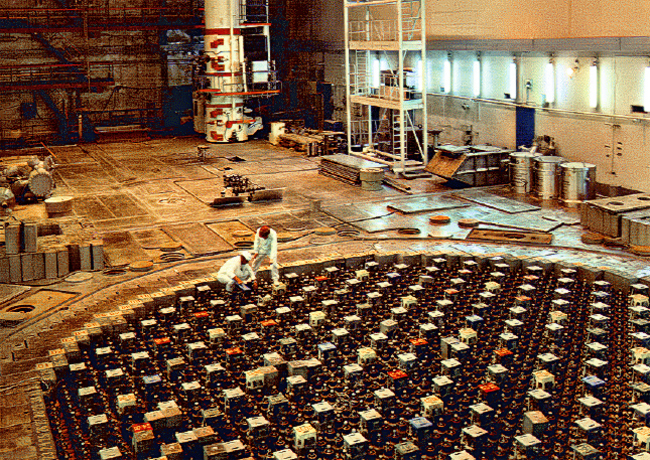
Pohled shora na aktivní zónu RBMK reaktoru Ignalina

Moderátor má za úkol pomocí rozptylových reakcí (tj. srážkami jader atomu moderátoru s neutronem) zpomalovat neutrony, neboť právě neutrony o nízkých energiích mají výrazně vyšší pravděpodobnost rozštěpit jádro paliva. Zároveň se od moderátoru vyžadují nízké absorpční vlastnosti.
Využívanými moderačními materiály jsou lehká voda (H2O), těžká voda (D2O) a grafit (C). Reaktory moderované těžkou vodou lze díky jejím nízkým absorpčním vlastnostem provozovat v kombinaci s palivem z přírodního uranu. Výroba deuteria je však nákladná. Reaktory moderované grafitem jsou již na ústupu, neboť při dnes dosahovaných tepelných výkonech jaderných bloků (běžně nad 3000 MW) by jejich aktivní zóna dosahovala velmi velkých objemů, čímž vznikají vyšší nároky na řízení, technické řešení, zachování požadované bezpečnosti apod.

## Chladiva
Odvod tepla z aktivní zóny je nejčastěji řešen tak, že chladivo podélně obtéká palivové tyče, čímž je ochlazuje. Aby bylo odváděno teplo co nejintenzívněji, chladivo by mělo mít vysokou měrnou tepelnou kapacitu a vysoký součinitel přestupu tepla. Zároveň nesmí působit korozivně na další materiály primárního okruhu.
Nejčastěji využívaná chladiva jsou lehká a těžká voda, které se zároveň využívají jako moderátor. V provozu jsou i reaktory chlazené plynem - oxid uhličitý využívají např. reaktory MAGNOX, HTGR reaktory jsou chlazené heliem. V experimentálním provozu jsou i tzv. rychlé reaktory chlazené heliem a tekutými kovy (sodík, slitina olovo-bismut).

## Absorpční materiály
Mají v reaktoru funkci řídící a regulační. Na rozdíl od ostatních materiálů aktivní zóny mají za úkol silně pohlcovat neutrony. Vhodnými materiály jsou bór, kadmium nebo kov z řady lanthanoidů (prvků vzácných zemin) gadolinium. Příkladem řídicích systémů jsou regulační soubory vyrobené z ocelí s vysokým obsahem bóru, které se dle potřeby zasunují do aktivní zóny, nebo řízená koncentrace kyseliny borité v chladivu.

## Konstrukční materiály
Tyto materiály mají funkce ochranné a nosné. Jsou vystaveny náročným podmínkám uvnitř aktivní zóny. Vedle tepelného, mechanického a chemického namáhání musí čelit neutronovému záření a gama záření. Pro tyto části se nejčastěji využívá nerezových ocelí.